# Szexterápia (film)
A Szexterápia (eredeti cím: The Little Death) 2014-ben bemutatott ausztrál erotikus filmvígjáték, melynek rendezője, forgatókönyvírója és főszereplője Josh Lawson. További fontosabb szerepekben Damon Herriman, Bojana Novakovic, Kate Mulvany és Patrick Brammall látható.
2014. szeptember 25-én mutatták be Ausztráliában. Spanyol remake-je 2016-ban jelent meg Szex receptre címmel.  

## Cselekmény
A Sydneyben élő öt külvárosi pár titkos élete feltárja mind a fétisüket, mind a megosztásukkal járó következményeket.

## Szereplők
| Szerep  | Színész          | Magyar hang     |
| ------- | ---------------- | --------------- |
| Maeve   | Bojana Novakovic | Kis-Kovács Luca |
| Paul    | Josh Lawson      | Szabó Máté      |
| Dan     | Damon Herriman   | Zöld Csaba      |
| Rowena  | Kate Box         | Erdős Borcsa    |
| Sam     | T.J. Power       | Markovics Tamás |
| Mourner | Stephanie May    | N/A             |
| Glenn   | Ben Lawson       | N/A             |
| Phil    | Alan Dukes       | Kerekes József  |
| Richard | Patrick Brammall | Varga Gábor     |
| Evie    | Kate Mulvany     | Solecki Janka   |
| Kim     | Lachy Hulme      | Faragó András   |
| Monica  | Erin James       | Kelemen Kata    |
| Steve   | Kim Gyngell      | Rosta Sándor    |

## Fordítás
- Ez a szócikk részben vagy egészben  a   The Little Death (2014 film) című angol Wikipédia-szócikk fordításán alapul.  Az eredeti cikk szerkesztőit annak laptörténete sorolja fel. Ez a jelzés csupán a megfogalmazás eredetét és a szerzői jogokat jelzi, nem szolgál a cikkben szereplő információk forrásmegjelöléseként.